# Sarnow
Sarnow ist eine Gemeinde im Landkreis Vorpommern-Greifswald im Land Mecklenburg-Vorpommern. Die Gemeinde wird vom Amt Anklam-Land mit Sitz in der Gemeinde Spantekow verwaltet. Bis zum 1. Januar 2005 gehörte die Gemeinde zum Amt Spantekow.

## Geographie und Verkehr
Sarnow liegt an der Bundesstraße 197 sowie am Peene-Südkanal. Die Stadt Anklam liegt etwa 13 km nördlich der Gemeinde. Die Bundesautobahn 20 ist über die Anschlüsse Neubrandenburg-Nord (ca. 24 km) und Friedland/Golm zu erreichen.

### Ortsteile
| - Sarnow - Wusseken - Panschow - Idasruh | Wüstungen und Wohnplätze im Gemeindebereich - Wendfeld (Wüstung) |

## Geschichte

### Panschow
Panschow wurde 1403 als „Pantzkow“ erstmals urkundlich genannt. Gedeutet ist der Name nicht, es soll eine Ableitung aus einem Personennamen sein.
In Panschow wurde vor 1835 lt. PUM 1835 ein Vorwerk angelegt. Auch eine Bockwindmühle ist vor 1835 genannt.

### Sarnow

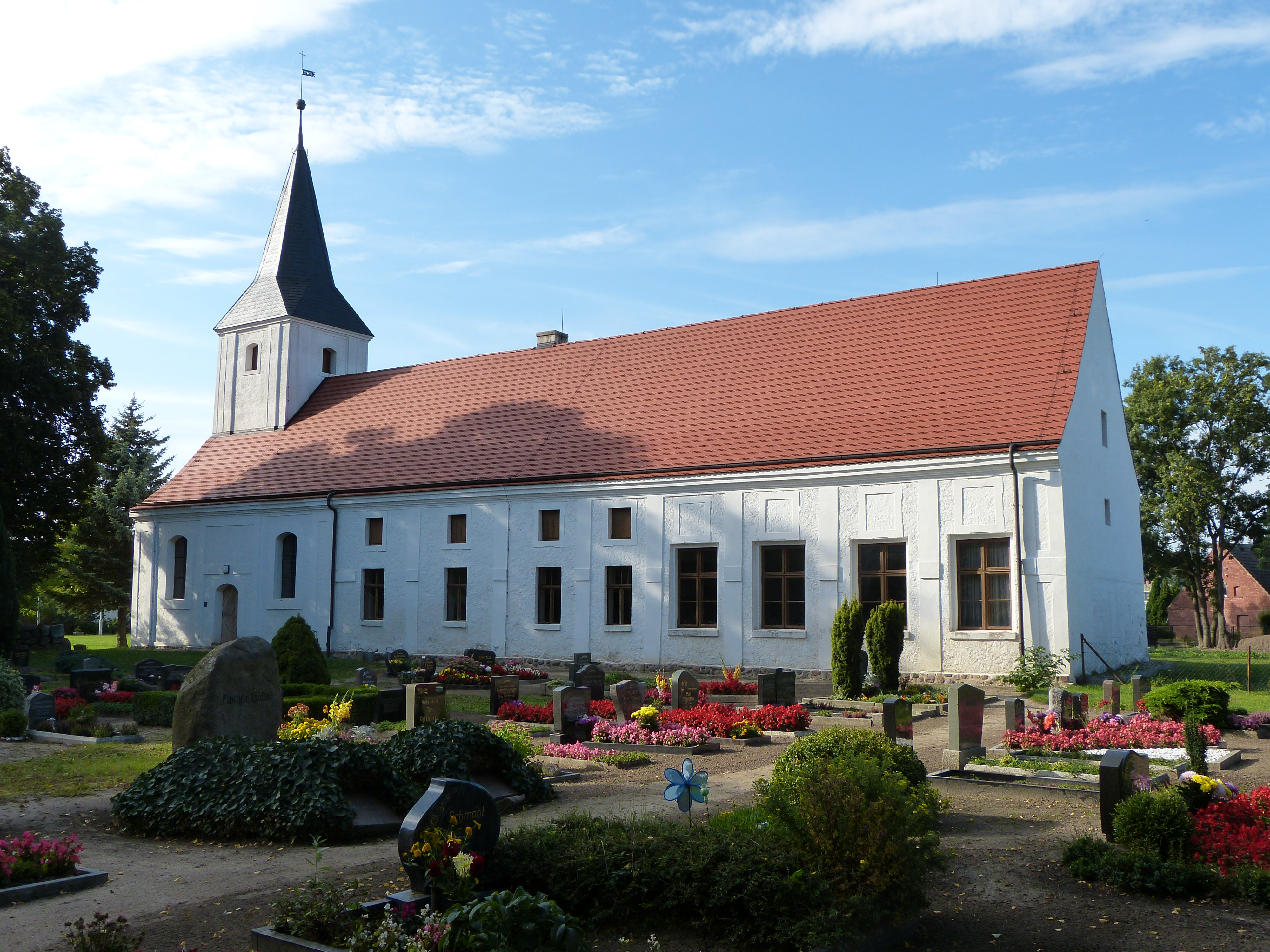
Kirche Sarnow

Das Gebiet um Sarnow hat mehrere Bodendenkmale, die eine lange Besiedlung dokumentieren. Dazu gehört ein Urdolmen, ein Hünenbett und ein Großsteingrab aus der Jungsteinzeit (5500 bis 1800 vdZ) im Sarnower Forst. Auch zwei Hügelgräber aus der Bronzezeit (1800 bis 600 vdZ) sind dort vorhanden.
Sarnow wurde 1235 als „Szarna“ urkundlich erstmals erwähnt, aber 1267 schon mit dem aktuellen Namen Sarnow. Das bedeutet im slawischen „Schwarz“ oder auch „Reh“.
Eine Besonderheit ist in Sarnow die Kirche. In dem langgestreckten Gebäude waren in einer Baugruppe eine Kirche, eine Schule sowie ein Armenhaus vereint. Der Kirchhof ist von einer Findlingsmauer umgeben.
Das relativ große Gut ist nur noch in Resten vorhanden, darunter das Herrenhaus und einige Wirtschaftsbauten aus Feldstein mit Backsteinelementen.
1840 eröffnete am westlichen Ortsrand eine Poststation. Der Standort lag ungefähr mittig zwischen Friedland und Anklam. 1876 wurde die Agentur mit einer Telegrafenanstalt verbunden, so dass von Sarnow aus Telefonate geführt werden konnten.
Der Ort wird seit 1977 vom Peene-Südkanal durchschnitten. Der fast 27 Kilometer lange und durchschnittlich 20 Meter breite Kanal beginnt in Dersewitz, führt über Medow, Neuenkirchen, Sarnow bis nach Kavelpaß in den dortigen Landgraben. Gespeist wird der Kanal mit Wasser aus der Peene und wurde zur Beregnung von ca. 10 000 Hektar Acker- und Grünland genutzt. Der Bau des Peene-Südkanals war eines der wichtigsten Meliorationsobjekte der DDR. Die Bewässerung, als Intensivierungsfaktor, spielte hierbei eine große Rolle.

### Wusseken
Nördlich von Wusseken im mittlerweile gefluteten Kiestagebau lag ein Großsteingrab aus dem Neolithikum (5500 bis 1800 vdZ), bereits 1931 wurde im gleichen Tagebau ein gut erhaltener Doppelpickel aus Felsgestein ebenfalls aus dem Neolithikum gefunden. Südwestlich des Ortes befindet sich ein slawischer Burgwall, südöstlich wird durch Satellitenaufnahmen ebenfalls ein Burgwall oder eine umgrenzte Siedlung vermutet. Obertägig gibt es dafür keine Anzeichen, es fehlt noch der archäologische Beweis. All das sind Belege für die frühe und durchgehende Besiedlung.
Wusseken wurde im Jahr 1243 erstmals urkundlich als „Wocek“ erwähnt. Der Ort ist slawischen Ursprungs. Der Ortsname wird mit „durch Verhau geschützter Platz“ gedeutet, das kann man mit dem nachgewiesenen und vermuteten archäologischen Burgwall in Verbindung bringen.
Am 1. Juli 1950 wurde Wusseken eingemeindet.
Der Ort ist ein Straßendorf mit einem kleinen Gutshof und mehreren kleinen bäuerlichen Betrieben.

### Idasruh
Dieser Ort ist ein ehemaliges Forstgehöft. Das einstöckige Forsthaus wurde vor ca. 150 Jahren von Ernst Baron von Schimmelmann, Forstmeister der Grafen von Schwerin, Vater der Gräfin Ida von Schwerin, wahrscheinlich für sie als Alterssitz errichtet, daher auch der Name. Das Haus wurde aber von den Forstmeistern der Grafen bewohnt. Der Ort wurde überwiegend „Wendfeld“ genannt. Die Nennung „Wendfeld“ bezieht sich wohl auf das nahe gelegene und wüst gefallene ehemalige Vorwerk.
Wendfeld (Wüstung)
Dort soll ein früheres wendisches Dorf (pagus slavicalis) gelegen haben, das 1570 wüst gefallen ist.
Wendfeld wurde als „Wentfelt“ 1698 erstmals urkundlich genannt. 1738 wurde dann das Vorwerk errichtet. 1779 wurde es als „Charlottenlust oder Wendfeld“ erwähnt. Es war ein Vorwerk zu Boldekow bzw. Putzar und kam als solches 1838 zu Sarnow.
Die Zuwegung wurde in den 1970er Jahren mit dem Bau des Peene-Südkanals abgeschnitten und der Wohnplatz wurde aufgegeben. Im 21. Jahrhundert ist dort nur noch ein landwirtschaftlicher Lagerplatz.

## Politik

### Gemeindevertretung und Bürgermeister
Der Gemeinderat besteht (inkl. Bürgermeister) aus 7 Mitgliedern. Die Wahl zum Gemeinderat am 26. Mai 2019 hatte folgende Ergebnisse:
| Partei/Bewerber                    | Prozent | Sitze |
| ---------------------------------- | ------- | ----- |
| Wählergemeinschaft Sarnow/Wusseken | 72,28   | 4     |
| Einzelbewerberin Rüdiger           | 15,54   | 1     |
| Einzelbewerber Trotz               | 12,20   | 1     |

Bürgermeister der Gemeinde ist Friedrich-Joachim Reincke, er wurde mit 83,02 % der Stimmen gewählt.

### Wappen, Flagge, Dienstsiegel
Die Gemeinde verfügt über kein amtlich genehmigtes Hoheitszeichen, weder Wappen noch Flagge. Als Dienstsiegel wird das kleine Landessiegel mit dem Wappenbild des Landesteils Vorpommern geführt. Es zeigt einen aufgerichteten Greifen mit aufgeworfenem Schweif und der Umschrift „GEMEINDE SARNOW * LANDKREIS VORPOMMERN-GREIFSWALD“.

## Sehenswürdigkeiten

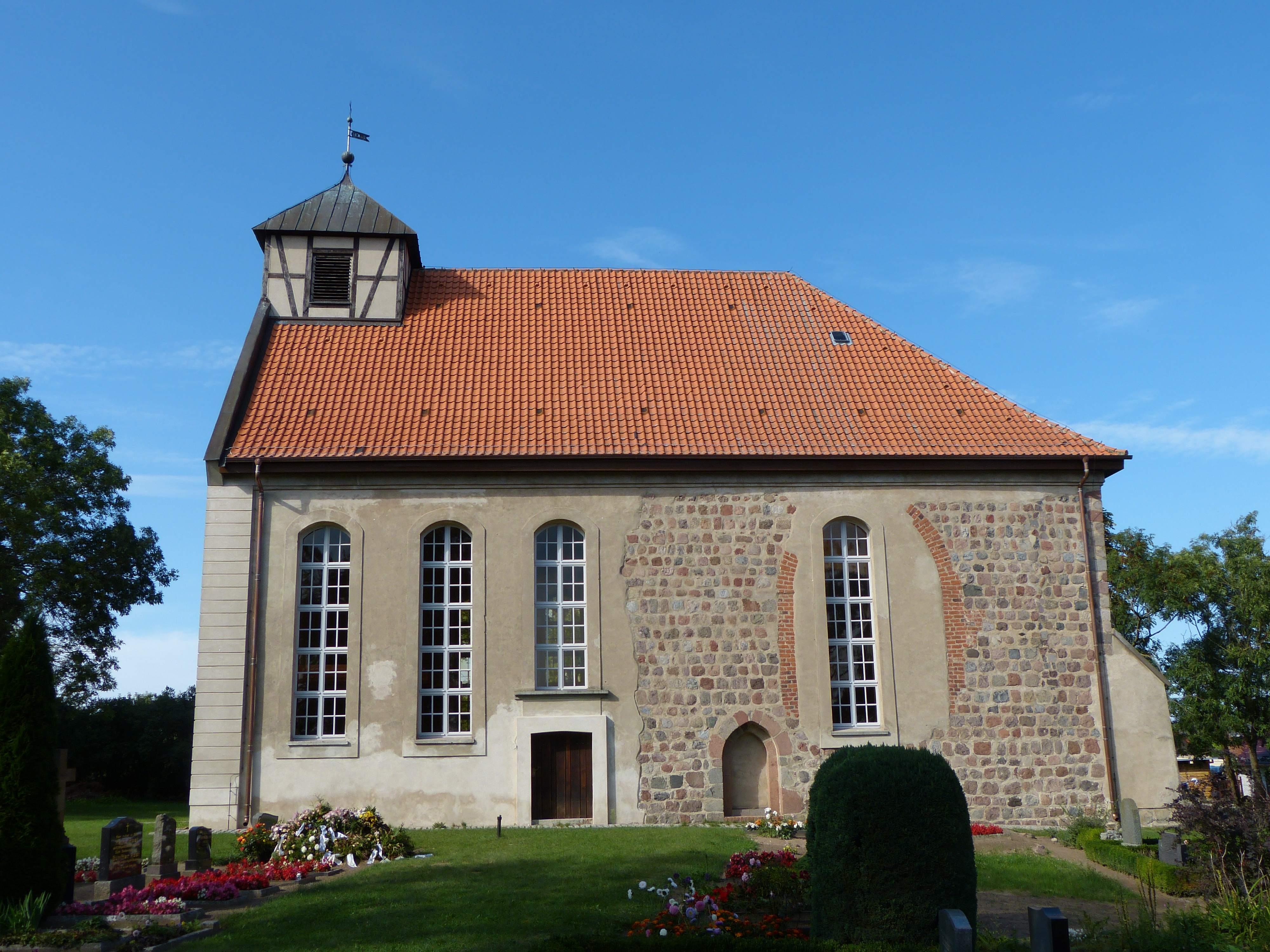
Kirche Wusseken

→ Siehe: Liste der Baudenkmale in Sarnow
- Kirche Sarnow, spätbarocke Kirche von 1754. Unter einem Dach waren Kirche, Armenhaus und Schule vereint.
- Kirche Wusseken, aus dem 13. Jahrhundert, im 18. Jahrhundert umfassend umgebaut.
- Gutshaus Sarnow
- Peene-Südkanal, der hier die B 197 kreuzt
- Der Urdolmen Sarnow-Forst, südlich von Idasruh
- Ein Großsteingrab und ein Hünenbett, beide aus dem Neolithikum, sowie ein bronzezeitliches Hügelgrab befinden sich westlich im Sarnow-Forst an der Grenze nach Spantekow.
- Bei Panschow liegen zwei Findlinge, der südwestliche ist 3,0 m lang, 2,5 m breit und 1,7 m hoch, er hat ein Volumen von 7 m³. Dieser Stein ist darüber hinaus ein bronzezeitlicher Schälchenstein (Kultstein). Der andere nahe am Dorf liegende Stein ist 3,5 m lang, 2,8 m breit und 2,0 m hoch, er hat ein Volumen von 10 m³. Beide Steine sind als Geotope registriert.